# Kvalifikace na Mistrovství světa ve fotbale 1938

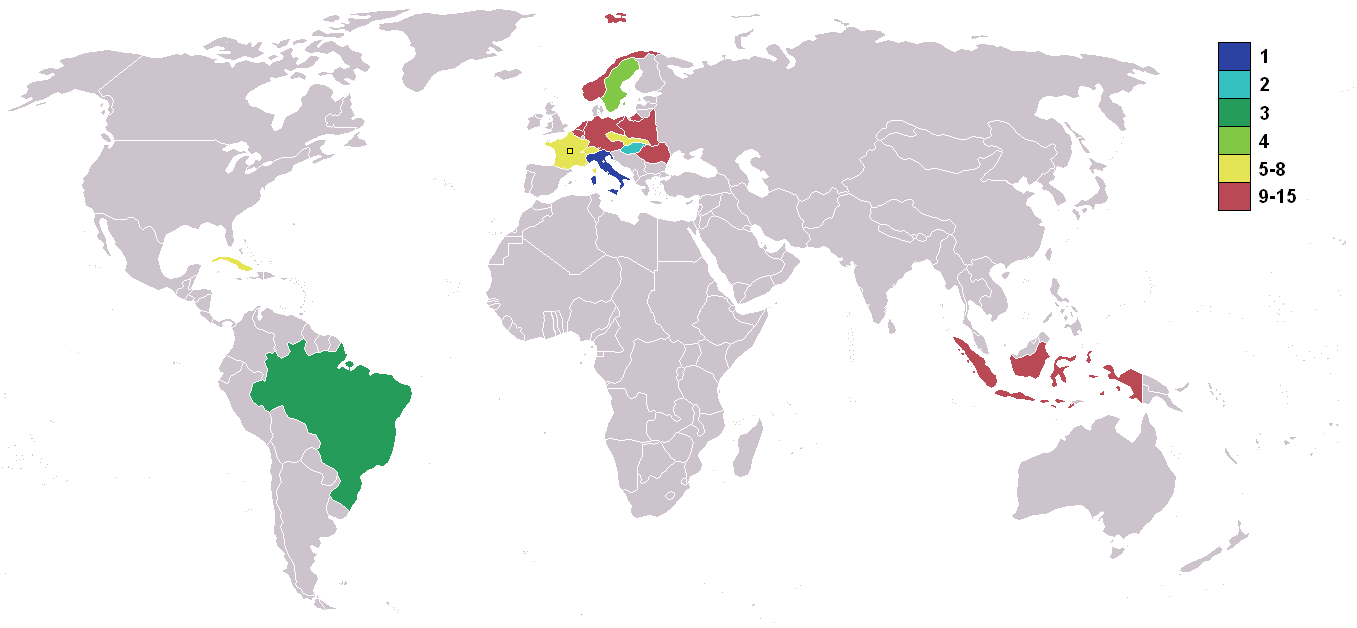
Kvalifikované země

Celkem 37 týmů vstoupilo do kvalifikace o Mistrovství světa ve fotbale 1938 a bojovalo o 14 míst na závěrečném turnaji. Obhájci titulu - Italové a hostitelská Francie měli účast jistou.
Kvůli Španělské občanské válce se Španělsko z kvalifikace odhlásilo. Zbývajících 34 týmů bylo rozděleno do 12 skupin podle geografických kritérií následovně:
- Skupiny 1 až 9 - Evropa: 11 místenek, o které hrálo 23 týmů včetně Egypta a Palestiny/Izraele.
- Skupiny 10 a 11 - Severní a Jižní Amerika: 2 místenky, o které hrálo 9 týmů.
- Skupina 12 - Asie: 1 místenka, o kterou hrály 2 týmy.

Po odehrání kvalifikace ale došlo k anšlusu Rakouska, které si vybojovalo účast na závěrečném turnaji. Zúčastnilo se ho tudíž pouze 15 týmů.
Celkem 21 týmů sehrálo alespoň jeden kvalifikační zápas. Bylo jich sehráno celkem 22 a bylo v nich vstřeleno 96 branek (průměrně 4,36 na zápas).

## Formát
- Skupina 1 měla 4 týmy. Ty se utkaly jednokolově každý s každým a první dva týmy postoupily.
- Skupiny 2, 3, 4 a 7 měly každá 2 týmy. Ty se utkaly doma a venku a vítěz postoupil.
- Skupina 5: měla 2 týmy. Ty se utkaly jednozápasově na neutrální půdě a vítěz postoupil.
- Skupiny 6 a 8 měly každý 3 týmy. Nejsilnější tým každé skupiny byl nasazen a byla zde dvě kola:
  - První fáze: Nejsilnější tým byl nasazen přímo do finálové fáze. Zbylé dva týmy se utkaly doma a venku a vítěz postoupil do finálové fáze.
  - Finálová fáze: Nasazený tým se utkal jednozápasově na domácím hřišti s vítězem první fáze. Vítěz postoupil na MS.
- Skupina 9 měla 3 týmy. Ty se utkaly jednokolově každý s každým. První dva týmy postoupily.
- Skupina 10 měla 2 týmy. Vítěz skupiny postoupil.
- Skupina 11 měla 7 týmů. Vítěz skupiny postoupil.
- Skupina 12 měla 2 týmy. Vítěz skupiny postoupil.

Vysvětlivky:
- Týmy zvýrazněné zeleně postoupily na závěrečný turnaj.
- Týmy zvýrazněné oranžově postoupily do finálové fáze kvalifikace.

## Skupina 1
| Poř. | Tým      | B | Z | V | R | P | VG | IG | VG/IG |
| ---- | -------- | - | - | - | - | - | -- | -- | ----- |
| 1    | Německo  | 6 | 3 | 3 | 0 | 0 | 11 | 1  | 11.0  |
| 2    | Švédsko  | 4 | 3 | 2 | 0 | 1 | 11 | 7  | 1.57  |
| 3    | Estonsko | 2 | 3 | 1 | 0 | 2 | 4  | 11 | 0.36  |
| 4    | Finsko   | 0 | 3 | 0 | 0 | 3 | 0  | 7  | 0.00  |

| 16. června 1937                          |        |        |                                                                                     |
| Švédsko                                  | 4 – 0  | Finsko | Solna Råsunda Stadion, Stockholm diváci: 19 544 rozhodčí: Kolbjørn Daehlen (Norsko) |
| Bunke 60', 81' Personn 65' Svanström 70' | Report |        | Solna Råsunda Stadion, Stockholm diváci: 19 544 rozhodčí: Kolbjørn Daehlen (Norsko) |

| 20. června 1937                                                            |        |                         |                                                                               |
| Švédsko                                                                    | 7 – 2  | Estonsko                | Solna Råsunda Stadion, Stockholm diváci: 18 270 rozhodčí: Otto Remke (Dánsko) |
| Jonasson 8' Bunke 40' Josefsson 41', 50' Wetterström 74', 84' Eriksson 80' | Report | Siimenson 2' Uukkivi 3' | Solna Råsunda Stadion, Stockholm diváci: 18 270 rozhodčí: Otto Remke (Dánsko) |

| 29. června 1937 |        |                     |                                                                   |
| Finsko          | 0 – 2  | Německo             | Pallokenttä, Helsinky diváci: 6 619 rozhodčí: Otto Remke (Dánsko) |
|                 | Report | Lehner 6' Urban 60' | Pallokenttä, Helsinky diváci: 6 619 rozhodčí: Otto Remke (Dánsko) |

| 19. srpna 1937 |        |             |                                                                    |
| Finsko         | 0 – 1  | Estonsko    | Urheilupuisto, Turku diváci: 4 797 rozhodčí: Ivan Eklind (Švédsko) |
|                | Report | Kuremaa 56' | Urheilupuisto, Turku diváci: 4 797 rozhodčí: Ivan Eklind (Švédsko) |

| 29. srpna 1937                   |        |               |                                                                                           |
| Německo                          | 4 – 1  | Estonsko      | Horst-Wessel Stadion, Königsberg diváci: 18 000 rozhodčí: Bruno Pfützner (Československo) |
| Lehner 51', 66' Gauchel 52', 87' | Report | Siimenson 34' | Horst-Wessel Stadion, Königsberg diváci: 18 000 rozhodčí: Bruno Pfützner (Československo) |

| 21. listopadu 1937                        |        |         |                                                                                    |
| Německo                                   | 5 – 0  | Švédsko | Altonaer Stadion, Hamburk diváci: 51 000 rozhodčí: Bruno Pfützner (Československo) |
| Siffling 2', 58' Szepan 7' Schön 49', 62' | Report |         | Altonaer Stadion, Hamburk diváci: 51 000 rozhodčí: Bruno Pfützner (Československo) |

Německo a Švédsko se kvalifikovaly na MS.

## Skupina 2
| Poř. | Tým    | B | Z | V | R | P | VG | IG | VG/IG |
| ---- | ------ | - | - | - | - | - | -- | -- | ----- |
| 1    | Norsko | 3 | 2 | 1 | 1 | 0 | 6  | 5  | 1.20  |
| 2    | Irsko  | 1 | 2 | 0 | 1 | 1 | 5  | 6  | 0.83  |

| 10. října 1937                 |        |                         |                                                                        |
| Norsko                         | 3 – 2  | Irsko                   | Ullevaal Stadion, Oslo diváci: 19 000 rozhodčí: Peco Bauwens (Německo) |
| Kvammen 30', 69' Martinsen 79' | Report | Geoghegan 36' Dunne 49' | Ullevaal Stadion, Oslo diváci: 19 000 rozhodčí: Peco Bauwens (Německo) |

| 7. listopadu 1937                   |        |                                |                                                                       |
| Irsko                               | 3 – 3  | Norsko                         | Dalymount Park, Dublin diváci: 27 000 rozhodčí: Thomas Gibbs (Anglie) |
| Dunne 10' O'Flanagan 62' Duggan 89' | Report | Kvammen 26', 33' Martinsen 49' | Dalymount Park, Dublin diváci: 27 000 rozhodčí: Thomas Gibbs (Anglie) |

Norsko se kvalifikovalo.

## Skupina 3
| Poř. | Tým        | B | Z | V | R | P | VG | IG | VG/IG |
| ---- | ---------- | - | - | - | - | - | -- | -- | ----- |
| 1    | Polsko     | 2 | 2 | 1 | 0 | 1 | 4  | 1  | 2.00  |
| 2    | Jugoslávie | 2 | 2 | 1 | 0 | 1 | 1  | 4  | 0.25  |

| 10. října 1937                           |        |            |                                                                                      |
| Polsko                                   | 4 – 0  | Jugoslávie | Stadion Wojska Polskiego, Varšava diváci: 30 000 rozhodčí: Lucien Leclercq (Francie) |
| Piatek 3', 20' Wostal 58' Wilimowski 78' | Report |            | Stadion Wojska Polskiego, Varšava diváci: 30 000 rozhodčí: Lucien Leclercq (Francie) |

| 3. dubna 1938  |        |        |                                                                            |
| Jugoslávie     | 1 – 0  | Polsko | Stadion BSK, Bělehrad diváci: 26 000 rozhodčí: Rinadlo Barlassina (Itálie) |
| Marjanovic 65' | Report |        | Stadion BSK, Bělehrad diváci: 26 000 rozhodčí: Rinadlo Barlassina (Itálie) |

Polsko mělo lepší gólový průměr, a tak se kvalifikovalo.

## Skupina 4
| Poř. | Tým      | B             | Z             | V             | R             | P             | VG            | IG            | VG/IG         |
| ---- | -------- | ------------- | ------------- | ------------- | ------------- | ------------- | ------------- | ------------- | ------------- |
| 1    | Rumunsko | kvalifikováno | kvalifikováno | kvalifikováno | kvalifikováno | kvalifikováno | kvalifikováno | kvalifikováno | kvalifikováno |
| —    | Egypt    | odhlášen      | odhlášen      | odhlášen      | odhlášen      | odhlášen      | odhlášen      | odhlášen      | odhlášen      |

Egypt se odhlásil, takže se Rumunsko kvalifikovalo automaticky.

## Skupina 5
| Poř. | Tým         | B | Z | V | R | P | VG | IG | VG/IG |
| ---- | ----------- | - | - | - | - | - | -- | -- | ----- |
| 1    | Švýcarsko   | 2 | 1 | 1 | 0 | 0 | 2  | 1  | 2.00  |
| 2    | Portugalsko | 0 | 1 | 0 | 0 | 1 | 1  | 2  | 0.50  |

| 1. května 1938     |        |              |                                                                               |
| Švýcarsko          | 2 – 1  | Portugalsko  | Stadio Civico Arena, Milán diváci: 16 000 rozhodčí: Francesco Mattea (Itálie) |
| Aeby 23' Amadó 28' | Report | Peyroteo 73' | Stadio Civico Arena, Milán diváci: 16 000 rozhodčí: Francesco Mattea (Itálie) |

Švýcarsko se kvalifikovalo.

## Skupina 6

### První fáze
| Poř. | Tým              | B | Z | V | R | P | VG | IG | VG/IG |
| ---- | ---------------- | - | - | - | - | - | -- | -- | ----- |
| 1    | Řecko            | 4 | 2 | 2 | 0 | 0 | 4  | 1  | 4.00  |
| 2    | Palestina/Izrael | 0 | 2 | 0 | 0 | 2 | 1  | 4  | 0.25  |

| 22. ledna 1938   |        |                                 |                                                                              |
| Palestina/Izrael | 1 – 3  | Řecko                           | Maccabiah Stadium, Tel Aviv diváci: 8 000 rozhodčí: Mohammed Youssef (Egypt) |
| Neufeld 36'      | Report | Vikelidis 15', 30' Migiakis 73' | Maccabiah Stadium, Tel Aviv diváci: 8 000 rozhodčí: Mohammed Youssef (Egypt) |

| 20. února 1938       |        |                  |                                                                                      |
| Řecko                | 1 – 0  | Palestina/Izrael | Stadio Leoforos Alexandras, Atény diváci: 12 000 rozhodčí: Mika Popovic (Jugoslávie) |
| Vikelidis 88' (pen.) | Report |                  | Stadio Leoforos Alexandras, Atény diváci: 12 000 rozhodčí: Mika Popovic (Jugoslávie) |

Řecko postoupilo do finálové fáze.

### Finálová fáze
| Poř. | Tým      | B | Z | V | R | P | VG | IG | VG/IG |
| ---- | -------- | - | - | - | - | - | -- | -- | ----- |
| 1    | Maďarsko | 2 | 1 | 1 | 0 | 0 | 11 | 1  | 11.0  |
| 2    | Řecko    | 0 | 1 | 0 | 0 | 1 | 1  | 11 | 0.09  |

| 25. března 1938                                                                   |        |            |                                                                      |
| Maďarsko                                                                          | 11 – 1 | Řecko      | Hungária, Budapešť diváci: 12 000 rozhodčí: Denis Xifando (Rumunsko) |
| Zsengellér 14', 23', 24', 81', 83' Titkos 17', 65' Vincze 26' Nemes 36', 40', 51' | Report | Makris 89' | Hungária, Budapešť diváci: 12 000 rozhodčí: Denis Xifando (Rumunsko) |

Maďarsko se kvalifikovalo.

## Skupina 7
| Poř. | Tým            | B | Z | V | R | P | VG | IG | VG/IG |
| ---- | -------------- | - | - | - | - | - | -- | -- | ----- |
| 1    | Československo | 3 | 2 | 1 | 1 | 0 | 7  | 1  | 7.00  |
| 2    | Bulharsko      | 1 | 2 | 0 | 1 | 1 | 1  | 7  | 0.14  |

| 7. listopadu 1937    |        |                |                                                                           |
| Bulharsko            | 1 – 1  | Československo | Junak Stadion, Sofie diváci: 15 000 rozhodčí: Rinaldo Barlassina (Itálie) |
| Pančediev 89' (pen.) | Report | Říha 44'       | Junak Stadion, Sofie diváci: 15 000 rozhodčí: Rinaldo Barlassina (Itálie) |

| 24. dubna 1938                                  |        |           |                                                                              |
| Československo                                  | 6 – 0  | Bulharsko | AC Sparta Stadion, Praha diváci: 28 000 rozhodčí: Pál von Hertzka (Maďarsko) |
| Šimůnek 21', 78', 89' Nejedlý 52', 77' Ludl 72' | Report |           | AC Sparta Stadion, Praha diváci: 28 000 rozhodčí: Pál von Hertzka (Maďarsko) |

Československo se kvalifikovalo.

## Skupina 8

### První fáze
| Poř. | Tým      | B | Z | V | R | P | VG | IG | VG/IG |
| ---- | -------- | - | - | - | - | - | -- | -- | ----- |
| 1    | Lotyšsko | 4 | 2 | 2 | 0 | 0 | 9  | 3  | 3.00  |
| 2    | Litva    | 0 | 2 | 0 | 0 | 2 | 3  | 9  | 0.33  |

| 27. července 1937                   |        |                           |                                                                          |
| Lotyšsko                            | 4 – 2  | Litva                     | ASK Stadion, Riga diváci: 10 000 rozhodčí: Gustav Krist (Československo) |
| Kaneps 19', 52', 83' Vestermans 50' | Report | Gudelis 79' Paulionis 90' | ASK Stadion, Riga diváci: 10 000 rozhodčí: Gustav Krist (Československo) |

| 3. září 1937  |        |                                                        |                                                                                     |
| Litva         | 1 – 5  | Lotyšsko                                               | Valstybinis stadionas, Kaunas diváci: 10 000 rozhodčí: Hans Frankenstein (Rakousko) |
| Paulionis 72' | Report | Kaneps 4', 45' (pen.) Borduško 11', 30' Vestermans 67' | Valstybinis stadionas, Kaunas diváci: 10 000 rozhodčí: Hans Frankenstein (Rakousko) |

Lotyšsko postoupilo do finálové fáze.

### Finálová fáze
| Poř. | Tým      | B | Z | V | R | P | VG | IG | VG/IG |
| ---- | -------- | - | - | - | - | - | -- | -- | ----- |
| 1    | Rakousko | 2 | 1 | 1 | 0 | 0 | 2  | 1  | 2.00  |
| 2    | Lotyšsko | 0 | 1 | 0 | 0 | 1 | 1  | 2  | 0.50  |

| 10. října 1937           |        |               |                                                                          |
| Rakousko                 | 2 – 1  | Lotyšsko      | Stadion Prater, Vídeň diváci: 16 000 rozhodčí: Pál von Hercka (Maďarsko) |
| Jerusalem 16' Binder 33' | Report | Vestermans 6' | Stadion Prater, Vídeň diváci: 16 000 rozhodčí: Pál von Hercka (Maďarsko) |

Rakousko se kvalifikovalo, ale později bylo připojeno k Německu (anschluss), a tak se závěrečného turnaje nezúčastnilo.

## Skupina 9
| Poř. | Tým         | B | Z | V | R | P | VG | IG | VG/IG |
| ---- | ----------- | - | - | - | - | - | -- | -- | ----- |
| 1    | Nizozemsko  | 3 | 2 | 1 | 1 | 0 | 5  | 1  | 5.00  |
| 2    | Belgie      | 3 | 2 | 1 | 1 | 0 | 4  | 3  | 1.33  |
| 3    | Lucembursko | 0 | 2 | 0 | 0 | 2 | 2  | 7  | 0.29  |

| 28. listopadu 1937             |        |             |                                                                                  |
| Nizozemsko                     | 4 – 0  | Lucembursko | Stadion Feyenoord, Rotterdam diváci: 40 000 rozhodčí: Karl Weingarter (Rakousko) |
| de Boer 18', 49', 75' Smit 67' | Report |             | Stadion Feyenoord, Rotterdam diváci: 40 000 rozhodčí: Karl Weingarter (Rakousko) |

| 13. března 1938   |        |                                      |                                                                                  |
| Lucembursko       | 2 – 3  | Belgie                               | Stade Municipal, Lucemburk diváci: 11 200 rozhodčí: Georges Capdeville (Francie) |
| Libar 4' Kemp 32' | Report | Voorhoof 18' de Vries 49' Braine 55' | Stade Municipal, Lucemburk diváci: 11 200 rozhodčí: Georges Capdeville (Francie) |

| 3. dubna 1938  |        |                    |                                                                          |
| Belgie         | 1 – 1  | Nizozemsko         | Bosuil Stadion, Antverpy diváci: 47 660 rozhodčí: Arthur Jewell (Anglie) |
| Isemborghs 65' | Report | van Spaandonck 37' | Bosuil Stadion, Antverpy diváci: 47 660 rozhodčí: Arthur Jewell (Anglie) |

Nizozemsko a Belgie se kvalifikovaly.

## Skupina 10
| Poř. | Tým       | B             | Z             | V             | R             | P             | VG            | IG            | VG/IG         |
| ---- | --------- | ------------- | ------------- | ------------- | ------------- | ------------- | ------------- | ------------- | ------------- |
| 1    | Brazílie  | kvalifikována | kvalifikována | kvalifikována | kvalifikována | kvalifikována | kvalifikována | kvalifikována | kvalifikována |
| —    | Argentina | odhlášena     | odhlášena     | odhlášena     | odhlášena     | odhlášena     | odhlášena     | odhlášena     | odhlášena     |

Argentina se odhlásila, takže se Brazílie kvalifikovala bez boje.

## Skupina 11
| Poř. | Tým               | B             | Z             | V             | R             | P             | VG            | IG            | VG/IG         |
| ---- | ----------------- | ------------- | ------------- | ------------- | ------------- | ------------- | ------------- | ------------- | ------------- |
| 1    | Kuba              | kvalifikována | kvalifikována | kvalifikována | kvalifikována | kvalifikována | kvalifikována | kvalifikována | kvalifikována |
| —    | Kolumbie          | odhlášena     | odhlášena     | odhlášena     | odhlášena     | odhlášena     | odhlášena     | odhlášena     | odhlášena     |
| —    | Kostarika         | odhlášena     | odhlášena     | odhlášena     | odhlášena     | odhlášena     | odhlášena     | odhlášena     | odhlášena     |
| —    | Nizozemská Guyana | odhlášena     | odhlášena     | odhlášena     | odhlášena     | odhlášena     | odhlášena     | odhlášena     | odhlášena     |
| —    | Salvador          | odhlášen      | odhlášen      | odhlášen      | odhlášen      | odhlášen      | odhlášen      | odhlášen      | odhlášen      |
| —    | Mexiko            | odhlášeno     | odhlášeno     | odhlášeno     | odhlášeno     | odhlášeno     | odhlášeno     | odhlášeno     | odhlášeno     |
| —    | USA               | odhlášeny     | odhlášeny     | odhlášeny     | odhlášeny     | odhlášeny     | odhlášeny     | odhlášeny     | odhlášeny     |

Všechny týmy kromě Kuby se odhlásily, a tak Kuba postoupila bez boje.

## Skupina 12
| Poř. | Tým                       | B             | Z             | V             | R             | P             | VG            | IG            | VG/IG         |
| ---- | ------------------------- | ------------- | ------------- | ------------- | ------------- | ------------- | ------------- | ------------- | ------------- |
| 1    | Nizozemská Východní Indie | kvalifikována | kvalifikována | kvalifikována | kvalifikována | kvalifikována | kvalifikována | kvalifikována | kvalifikována |
| —    | Japonsko                  | odhlášeno     | odhlášeno     | odhlášeno     | odhlášeno     | odhlášeno     | odhlášeno     | odhlášeno     | odhlášeno     |

Japonsko se odhlásilo, a tak Nizozemská Východní Indie postoupila bez boje.

## Poznámka
- Původně bylo plánováno, že se pořadatelství bude střídat mezi Jižní Amerikou a Evropou. Ale Jules Rimet, původce myšlenky pořádat mistrovství světa, přemluvil FIFU, aby se mistrovství podruhé v řadě konalo v Evropě - ve Francii, jeho rodné zemi. To vyústilo v odhlášení mnoha amerických zemí (Argentina, Kolumbie, Kostarika, Salvador, Mexiko, Nizozemská Guyana, Uruguay a USA).